# 水晶宫 (彼得罗波利斯)

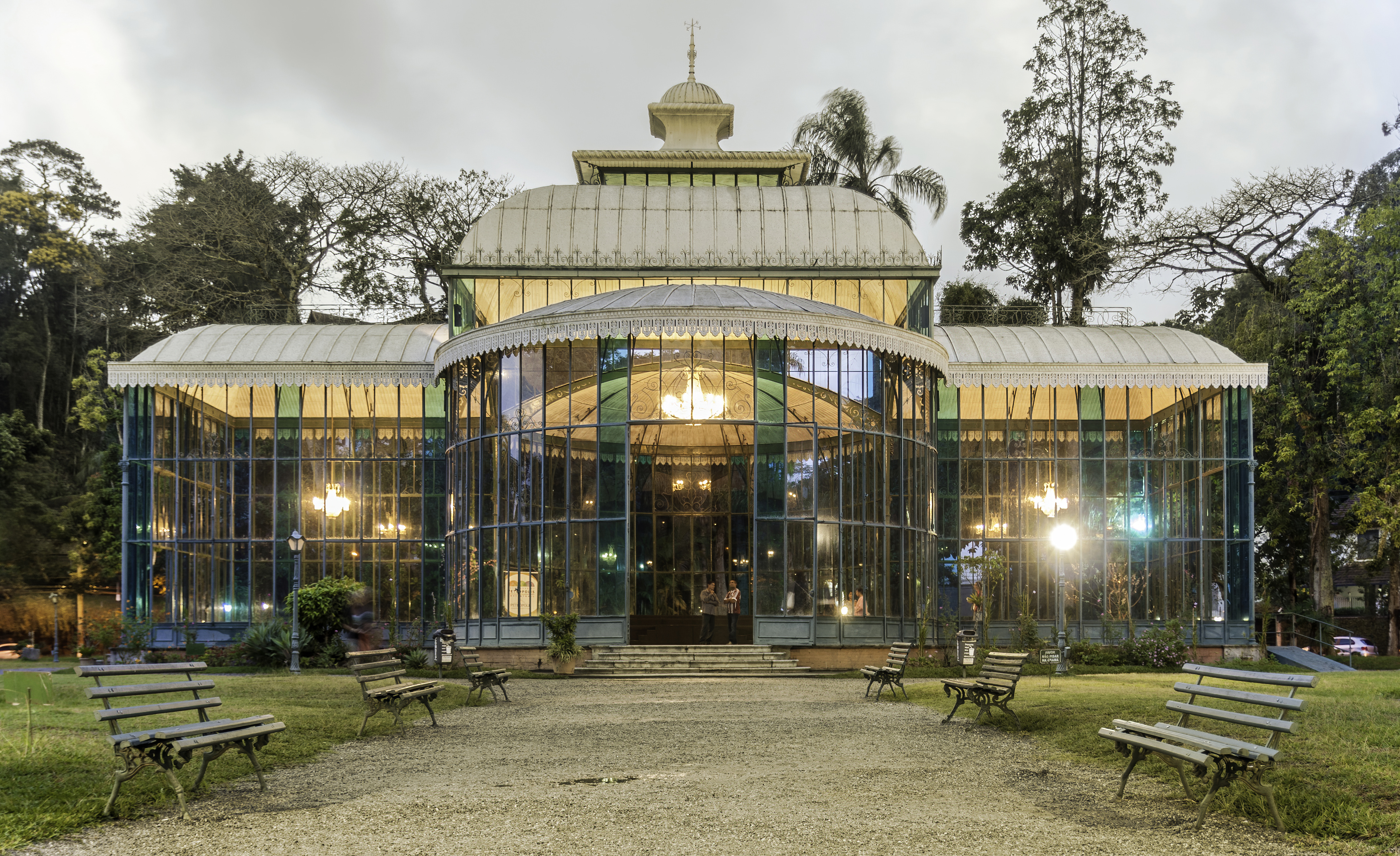

水晶宫（葡萄牙語：Palácio de Cristal）是位于巴西里约热内卢州彼得罗波利斯的一座历史建筑，建成于1884年，用于举办展览和活动，例如一年一度的德国移民节（Bauernfest）。

## 历史
该建筑由加斯顿王子委托法国阿拉斯的圣苏弗公司修建，模仿了伦敦水晶宫和波尔图水晶宫。王子将它送给伊莎貝兒公主，让她在这里种植蔬菜。